# Conoblemmus kozlovi
Conoblemmus kozlovi is een rechtvleugelig insect uit de familie krekels (Gryllidae). De wetenschappelijke naam van deze soort is voor het eerst geldig gepubliceerd in 1981 door Mishchenko & Gorochov.